# I liga polska w hokeju na lodzie (2010/2011) – wyniki spotkań
Wyniki spotkań sezonu regularnego I ligi polskiej (2010/2011):

## I etap

### I runda
| 11 września 2010 | Nesta Toruń | 8:3 | Legia Warszawa | Tor-Tor |

| Szczegóły      | Szczegóły | Szczegóły       | Szczegóły                                                              | Szczegóły                                                                             |
| -------------- | --- | --------------- | ---------------------------------------------------------------------- | ------------------------------------------------------------------------------------- |
| Godzina: 16:00 | P. Bomastek 05:53 (SH) K. Gościmiński 17:29 (EQ) M. Kuchnicki 28:52 (PP) A. Marmurowicz 30:26 (PP) D. Minge 37:02 (EQ) D. Minge 41:17 (EQ) Ł. Chrzanowski 42:15 (EQ) M. Wieczorek 50:36 (EQ) | (2:1, 3:0, 3:2) | 08:45 (PP) R. Stajak 46:18 (SH) G. Rostkowski 55:55 (EQ) G. Rostkowski | Widzów: 200 Sędzia główny: Tomasz Heltman Sędziowie liniowi: Połącarz Łukasz Wierucki |

| 11 września 2010 | Polonia Bytom | 10:2 | SMS II Sosnowiec | Lodowisko przy ul. Pułaskiego |

| Szczegóły      | Szczegóły | Szczegóły       | Szczegóły                                       | Szczegóły                                                                            |
| -------------- | --- | --------------- | ----------------------------------------------- | ------------------------------------------------------------------------------------ |
| Godzina: 18:00 | D. Kukulski 01:02 (EQ) S. Kłaczyński 09:30 (EQ) R. Mandla 13:56 (PP) R. Mandla 26:28 (EQ) B. Salamon 35:21 (EQ) J. Mazurek 36:06 (EQ) S. Kłaczyński 40:37 (PP) D. Kukulski 47:28 (EQ) B. Salamon 54:28 (EQ) D. Puzio 54:56 (EQ) | (3:0, 3:1, 4:1) | 27:15 (EQ) F. Stopiński 45:10 (EQ) B. Świderski | Widzów: 150 Sędzia główny: Waldemar Kupiec Sędziowie liniowi: Baca Paweł Pomorzewski |

| 11 września 2010 | UKS Sielec Sosnowiec | 3:1 | Unia Oświęcim CLJ | Stadion Zimowy |

| Szczegóły      | Szczegóły                                                         | Szczegóły       | Szczegóły            | Szczegóły                                                                                    |
| -------------- | ----------------------------------------------------------------- | --------------- | -------------------- | -------------------------------------------------------------------------------------------- |
| Godzina: 18:00 | K. Golec 14:55 (EQ) M. Jarnutowski 31:57 (PP) P. Mikoś 39:21 (PP) | (1:0, 2:0, 0:1) | 41:49 (PP) B. Gabryś | Widzów: 30 Sędzia główny: Janusz Strzempek Sędziowie liniowi: Rafał Gawron Bartosz Kaczmarek |

|  | Naprzód Janów CLJ |  | GKS Katowice | Jantor |

| 11 września 2010 | MMKS Nowy Targ CLJ | 8:2 | MKS Sokoły Toruń CLJ | Miejska Hala Lodowa |

| Szczegóły      | Szczegóły | Szczegóły       | Szczegóły                              | Szczegóły                                                      |
| -------------- | --- | --------------- | -------------------------------------- | -------------------------------------------------------------- |
| Godzina: 18:00 | D. Kolasa ?:? (?) D. Kolasa ?:? (?) M. Puławski ?:? (?) M. Puławski ?:? (?) K. Kos ?:? (?) J. Zembal ?:? (?) K. Wcisło ?:? (?) ? Olchawski ?:? (?) | (3:0, 2:0, 3:2) | ?:? (?) B. Pieniak ?:? (?) Maciejewski | Sędzia główny: Patryk Pyrskała Sędziowie liniowi: Krężel Małek |

| 11 września 2010 | Orlik Opole | 5:4 | SMS I Sosnowiec | Toropol |

| Szczegóły      | Szczegóły                                                                                                   | Szczegóły       | Szczegóły                                                                                 | Szczegóły                                                                                                  |
| -------------- | --- | --------------- | ----------------------------------------------------------------------------------------- | --- |
| Godzina: 18:30 | P. Dronia 17:00 (EQ) P. Wacławczyk 32:00 (EQ) P. Dronia 38:00 (EQ) K. Hirsz 39:00 (EQ) P. Dronia 42:00 (EQ) | (1:0, 3:1, 1:3) | 28:00 (EQ) B. Ciura 46:00 (EQ) D. Zarotyński 46:00 (EQ) D. Majoch 58:00 (EQ) A. Wieczorek | Widzów: 30 Sędzia główny: Włodzimierz Zarodkiewicz Sędziowie liniowi: Dariusz Pobożniak Mariusz Tymczyszyn |

| 12 września 2010 | MMKS Nowy Targ CLJ | 3:2 | Stoczniowiec Gdańsk CLJ | Miejska Hala Lodowa |

| Szczegóły      | Szczegóły                                           | Szczegóły       | Szczegóły   | Szczegóły                                                                           |
| -------------- | --------------------------------------------------- | --------------- | ----------- | ----------------------------------------------------------------------------------- |
| Godzina: 11:30 | A. Woźniak ?:? (?) Olchawski ?:? (?) K. Kos ?:? (?) | (1:1, 1:1, 1:0) | brak danych | Sędzia główny: Włodzimierz Zarodkiewicz Sędziowie liniowi: Paweł Radzik Jan Syniawa |

| 12 września 2010 | UKS Sielec Sosnowiec | 6:3 | Naprzód Janów CLJ | Stadion Zimowy |

| Szczegóły      | Szczegóły | Szczegóły       | Szczegóły                                                         | Szczegóły                                                                                 |
| -------------- | --- | --------------- | ----------------------------------------------------------------- | ----------------------------------------------------------------------------------------- |
| Godzina: 17:00 | J. Jaskólski 15:18 (EQ) M. Bernat 19:05 (EQ) P. Mikoś 23:10 (PP) M. Stokłosa 24:30 (EQ) M. Białek 29:48 (EQ) M. Bernat 47:22 (SH) | (2:2, 3:1, 1:0) | 01:30 (EQ) A. Jurczyk 13:46 (EQ) A. Jurczyk 29:12 (EQ) A. Jurczyk | Widzów: 30 Sędzia główny: Patryk Pyrskała Sędziowie liniowi: Tomasz Dutkiewicz Adam Witek |

| 12 września 2010 | Polonia Bytom | 5:0 | SMS I Sosnowiec | Lodowisko przy ul. Pułaskiego |

| Szczegóły      | Szczegóły | Szczegóły       | Szczegóły | Szczegóły                                                                |
| -------------- | --- | --------------- | --------- | ------------------------------------------------------------------------ |
| Godzina: 18:00 | P. Bajon 13:48 (EQ) B. Stępień 15:31 (EQ) B. Stępień 18:52 (PP) B. Salamon 52:29 (SH) D. Kukulski 57:59 (PP) | (3:0, 0:0, 2:0) |           | Sędzia główny: Paweł Kobielusz Sędziowie liniowi: Baca Paweł Pomorzewski |

|  | Unia Oświęcim CLJ |  | GKS Katowice | Hala Lodowa MOSiR |

| 12 września 2010 | Orlik Opole | 10:0 | SMS II Sosnowiec | Toropol |

| Szczegóły      | Szczegóły | Szczegóły       | Szczegóły | Szczegóły                                                                       |
| -------------- | --- | --------------- | --------- | ------------------------------------------------------------------------------- |
| Godzina: 18:30 | K. Zwierz 01:00 (EQ) Ł. Korzeniowski 04:00 (EQ) P. Wacławczyk 17:00 (EQ) P. Wacławczyk 28:00 (EQ) Ł. Korzeniowski 32:00 (EQ) T. Sznotala 34:00 (EQ) P. Dronia 44:00 (EQ) T. Siwiak 44:00 (EQ) P. Wacławczyk 50:00 (EQ) P. Wacławczyk 51:00 (EQ) | (3:0, 3:0, 4:0) |           | Sędzia główny: Sebastian Kryś Sędziowie liniowi: Mateusz Niżnik Daniel Smarduch |

| 18 września 2010 | Stoczniowiec Gdańsk CLJ | 3:2 | MKS Sokoły Toruń CLJ | Hala Olivia |

| Szczegóły      | Szczegóły                                                 | Szczegóły       | Szczegóły                           | Szczegóły |
| -------------- | --------------------------------------------------------- | --------------- | ----------------------------------- | --------- |
| Godzina: 11:00 | F. Pesta ?:? (?) J. Stasiewicz ?:? (?) M. Kulczyk ?:? (?) | (1:1, 2:0, 0:1) | ?:? (?) P. Husak ?:? (?) B. Pieniak |           |

| 18 września 2010 | Unia Oświęcim CLJ | 5:1 | MMKS Nowy Targ CLJ | Hala Lodowa MOSiR |

| Szczegóły      | Szczegóły                                                                                      | Szczegóły       | Szczegóły          | Szczegóły |
| -------------- | ---------------------------------------------------------------------------------------------- | --------------- | ------------------ | --------- |
| Godzina: 14:30 | P. Koza ?:? (EQ) K. Włodarczyk ?:? (EQ) P. Koza ?:? (EQ) P. Fiedora ?:? (EQ) D. Zając ?:? (EQ) | (1:1, 2:0, 2:0) | ?:? (EQ) Ł. Szumal |           |

| 18 września 2010 | SMS I Sosnowiec | 5:3 | UKS Sielec Sosnowiec | Stadion Zimowy |

| Szczegóły      | Szczegóły                                                                                                 | Szczegóły       | Szczegóły                                                      | Szczegóły                                                                     |
| -------------- | --- | --------------- | -------------------------------------------------------------- | ----------------------------------------------------------------------------- |
| Godzina: 15:00 | S. Baca 09:13 (EQ) B. Ciura 32:19 (EQ) D. Zarotyński 44:08 (EQ) D. Gaczoł 59:34 (PP) K. Pawlik 59:56 (EQ) | (1:1, 1:2, 3:0) | 15:37 (EQ) P. Mikoś 27:28 (EQ) M. Stokłosa 32:07 (EQ) P. Mikoś | Sędzia główny: Janusz Strzempek Sędziowie liniowi: Paweł Radzik Marek Syniawa |

| 18 września 2010 | Nesta Toruń | 6:0 | Orlik Opole | Tor-Tor |

| Szczegóły      | Szczegóły | Szczegóły       | Szczegóły | Szczegóły                                                                                                 |
| -------------- | --- | --------------- | --------- | --- |
| Godzina: 16:00 | P. Bomastek 03:34 (EQ) P. Bomastek 09:55 (EQ) E. Adamovics 24:00 (EQ) K. Gościmiński 42:20 (SH) K. Kalinowski 46:14 (PP) K. Kalinowski 48:34 (EQ) | (2:0, 1:0, 3:0) |           | Widzów: 300 Sędzia główny: Grzegorz Dzięciołowski Sędziowie liniowi: Patryk Kasprzyk Wojciech Moszczyński |

| 18 września 2010 | SMS II Sosnowiec | 1:6 | GKS Katowice | Stadion Zimowy |

| Szczegóły      | Szczegóły                 | Szczegóły       | Szczegóły | Szczegóły                                                                |
| -------------- | ------------------------- | --------------- | --- | ------------------------------------------------------------------------ |
| Godzina: 18:00 | S. Pawlikowski 06:02 (PP) | (1:0, 0:3, 0:3) | 24:09 (EQ) M. Frączek 27:01 (PP2) T. Cichoń 34:31 (PP2) T. Cichoń 44:06 (EQ) D. Bernaś 47:23 (SH2) D. Bernaś 51:59 (EQ) B. Gawlina | Sędzia główny: Paweł Kobielusz Sędziowie liniowi: Baca Paweł Pomorzewski |

|  | Legia Warszawa |  | Polonia Bytom | Torwar II |

| 19 września 2010 | Legia Warszawa | 6:4 | Orlik Opole | Torwar II |

| Szczegóły      | Szczegóły | Szczegóły       | Szczegóły                                                                                           | Szczegóły                                                                                               |
| -------------- | --- | --------------- | --------------------------------------------------------------------------------------------------- | --- |
| Godzina: 13:30 | P. Wąsiński 10:01 (EQ) M. Bepierszcz 10:56 (EQ) G. Rostkowski 24:42 (EQ) R. Stajak 35:00 (EQ) P. Wąsiński 46:05 (EQ) P. Wąsiński 55:04 (EQ) | (2:2, 2:1, 2:1) | 05:26 (EQ) P. Wacławczyk 14:17 (EQ) P. Wacławczyk 38:55 (EQ) Ł. Korzeniowski 56:18 (EQ) M. Szczurek | Widzów: 160 Sędzia główny: Włodzimierz Zarodkiewicz Sędziowie liniowi: Marcin Ciastoń Grzegorz Lipiński |

| 19 września 2010 | SMS I Sosnowiec | 4:5 d. | GKS Katowice | Stadion Zimowy |

| Szczegóły      | Szczegóły                                                                            | Szczegóły               | Szczegóły | Szczegóły                                                                       |
| -------------- | ------------------------------------------------------------------------------------ | ----------------------- | --- | ------------------------------------------------------------------------------- |
| Godzina: 15:00 | S. Baca 08:49 (EQ) K. Pawlik 19:40 (EQ) R. Nalewajka 51:50 (SH) K. Pawlik 58:01 (PS) | (2:1, 0:2, 2:1, d. 0:1) | 18:19 (EQ) P. Krzemień 22:38 (EQ) A. Krzysztofik 37:00 (PP) G. Pidło 58:28 (PS) A. Krzysztofik 63:32 (PP) B. Gawlina | Sędzia główny: Tomasz Heltman Sędziowie liniowi: Mateusz Niżnik Daniel Smarduch |

| 19 września 2010 | Nesta Toruń | 5:1 | Polonia Bytom | Tor-Tor |

| Szczegóły      | Szczegóły | Szczegóły       | Szczegóły           | Szczegóły                                                                                   |
| -------------- | --- | --------------- | ------------------- | ------------------------------------------------------------------------------------------- |
| Godzina: 16:00 | A. Marmurowicz 13:21 (PP) P. Bomastek 16:17 (EQ) M. Kuchnickia 48:28 (EQ) K. Kalinowski 57:11 (EQ) M. Wieczorek 57:30 (EQ) | (2:1, 0:0, 3:0) | 09:08 (PP) D. Puzio | Widzów: 200 Sędzia główny: Janusz Strzempek Sędziowie liniowi: Rafał Gawron Krzysztof Małek |

| 19 września 2010 | Naprzód Janów CLJ | 4:2 | MMKS Nowy Targ CLJ | Jantor |

| Szczegóły      | Szczegóły                                                                     | Szczegóły       | Szczegóły                     | Szczegóły |
| -------------- | ----------------------------------------------------------------------------- | --------------- | ----------------------------- | --------- |
| Godzina: 18:00 | D. Sitko ?:? (?) Ł. Barutowicz ?:? (?) Ł. Barutowicz ?:? (?) J. Piper ?:? (?) | (2:0, 1:1, 1:1) | ?:? (?) K. Kos ?:? (?) K. Kos |           |

| 19 września 2010 | SMS II Sosnowiec | 3:4 | UKS Sielec Sosnowiec | Stadion Zimowy |

| Szczegóły      | Szczegóły                                                         | Szczegóły       | Szczegóły                                                                           | Szczegóły                                                                          |
| -------------- | ----------------------------------------------------------------- | --------------- | ----------------------------------------------------------------------------------- | ---------------------------------------------------------------------------------- |
| Godzina: 18:00 | K. Kornecki 01:53 (EQ) S. Sołtys 31:39 (PP) M. Stehlik 52:08 (EQ) | (1:2, 1:0, 1:2) | 10:09 (PP2) M. Bernat 13:58 (EQ) K. Golec 48:46 (PP2) P. Mikoś 49:28 (PP) M. Bernat | Sędzia główny: Sebastian Kryś Sędziowie liniowi: Maciej Byczkowski Łukasz Wierucki |

| 25 września 2010 | Legia Warszawa | 6:3 | GKS Katowice | Torwar II |

| Szczegóły      | Szczegóły | Szczegóły       | Szczegóły                                                      | Szczegóły   |
| -------------- | --- | --------------- | -------------------------------------------------------------- | ----------- |
| Godzina: 15:30 | R. Stajak 11:10 (EQ) M. Bepierszcz 11:38 (EQ) M. Pudil 34:45 (EQ) P. Wąsiński 36:21 (EQ) P. Wąsiński 46:52 (EQ) P. Wąsiński 49:43 (EQ) | (2:2, 2:0, 2:1) | 02:02 (EQ) T. Cichoń 07:39 (EQ) B. Gawlina 50:16 (EQ) P. Urban | Widzów: 299 |

| 25 września 2010 | Nesta Toruń | 19:2 | UKS Sielec Sosnowiec | Tor-Tor |

| Szczegóły      | Szczegóły | Szczegóły       | Szczegóły                                        | Szczegóły                                                                                          |
| -------------- | --- | --------------- | ------------------------------------------------ | -------------------------------------------------------------------------------------------------- |
| Godzina: 16:00 | M. Wieczorek 02:58 (SH) Ł. Chrzanowski 06:27 (EQ) A. Marmurowicz 19:01 (EQ) P. Bomastek 23:30 (EQ) P. Pronobis 28:11 (PP) T. Bluks 28:36 (EQ) T. Bluks 29:27 (EQ) D. Minge 34:30 (EQ) P. Bomastek 37:07 (SH) T. Bluks 39:03 (PP2) P. Bomastek 39:59 (PP) T. Bluks 43:24 (EQ) K. Kalinowski 47:39 (EQ) P. Bomastek 50:10 (EQ) D. Minge 50:25 (EQ) M. Kuchnicki 53:02 (PP) M. Wieczorek 54:06 (EQ) Ł. Chrzanowski 54:54 (EQ) P. Pronobis 57:06 (PP) | (3:0, 8:1, 8:1) | 35:31 (PP) M. Jarnutowski 53:09 (EQ) J. Wolnicki | Widzów: 250 Sędzia główny: Waldemar Kupiec Sędziowie liniowi: Dariusz Pobożniak Mariusz Tymczyszyn |

| 25 września 2010 | MMKS Nowy Targ CLJ | 4:3 | SMS II Sosnowiec | Miejska Hala Lodowa |

| Szczegóły      | Szczegóły                                                                          | Szczegóły       | Szczegóły                                                              | Szczegóły                                                                      |
| -------------- | ---------------------------------------------------------------------------------- | --------------- | ---------------------------------------------------------------------- | ------------------------------------------------------------------------------ |
| Godzina: 16:15 | M. Puławski 00:21 (EQ) K. Kos 10:53 (EQ) D. Kolasa 12:20 (EQ) K. Wcisło 46:28 (EQ) | (3:2, 0:1, 1:0) | 06:02 (EQ) D. Majoch 17:01 (EQ) D. Zarotyński 38:24 (EQ) D. Zarotyński | Sędzia główny: Jacek Rokicki Sędziowie liniowi: Mateusz Niżnik Daniel Smarduch |

| 25 września 2010 | Polonia Bytom | 15:4 | Orlik Opole | Lodowisko przy ul. Pułaskiego |

| Szczegóły      | Szczegóły | Szczegóły       | Szczegóły                                                                                    | Szczegóły                                                                                   |
| -------------- | --- | --------------- | -------------------------------------------------------------------------------------------- | ------------------------------------------------------------------------------------------- |
| Godzina: 18:00 | B. Salamon 00:40 (EQ) D. Puzio 01:12 (EQ) M. Solon 04:59 (PP2) D. Kukulski 05:51 (PP) M. Solon 14:00 (EQ) M. Mazur II 16:03 (PP) B. Salamon 21:25 (EQ) B. Stępień 25:37 (PP) B. Salamon 27:18 (EQ) D. Szczepaniec 30:47 (EQ) D. Puzio 33:00 (SH) D. Kukulski 38:33 (EQ) D. Kukulski 44:02 (EQ) R. Mandla 47:02 (EQ) D. Puzio 56:19 (EQ) | (6:1, 6:0, 3:3) | 02:03 (EQ) D. Kabeláč 44:52 (EQ) T. Sznotala 50:03 (PS) P. Wacławczyk 58:46 (PP) T. Sznotala | Widzów: 50 Sędzia główny: Sebastian Kryś Sędziowie liniowi: Bartosz Kaczmarek Marcin Krężel |

| 25 września 2010 | Stoczniowiec Gdańsk CLJ | 7:3 | Naprzód Janów CLJ | Hala Olivia |

| Szczegóły      | Szczegóły | Szczegóły       | Szczegóły                                                              | Szczegóły                                                                          |
| -------------- | --- | --------------- | ---------------------------------------------------------------------- | ---------------------------------------------------------------------------------- |
| Godzina: 19:00 | D. Idzikowski 05:16 (EQ) A. Turos 17:17 (PP2) M. Kulczyk 30:00 (SH) J. Stasiewicz 32:23 (PP) M. Kulczyk 33:13 (SH2) J. Stasiewicz 42:15 (SH) D. Błażejczyk 56:43 (EQ) | (2:0, 3:1, 2:2) | 20:21 (PP) B. Krzywda 40:54 (PP2) B. Krzywda 46:55 (PP) M. Kucharewicz | Sędzia główny: Tomasz Heltman Sędziowie liniowi: Maciej Byczkowski Łukasz Wierucki |

| 25 września 2010 | MKS Sokoły Toruń CLJ | 1:5 | Unia Oświęcim CLJ | Tor-Tor |

| Szczegóły      | Szczegóły           | Szczegóły       | Szczegóły | Szczegóły                                                                                               |
| -------------- | ------------------- | --------------- | --- | --- |
| Godzina: 19:00 | P. Husak 18:43 (PP) | (1:2, 0:0, 0:3) | 02:12 (EQ) D. Piotrowicz 10:07 (EQ) K. Walichrad 41:21 (EQ) T. Kwadrans 49:58 (EQ) P. Fiedor 52:32 (EQ) D. Kawalec | Widzów: 30 Sędzia główny: Sławomir Szachniewicz Sędziowie liniowi: Patryk Kasprzyk Wojciech Moszczyński |

| 26 września 2010 | Stoczniowiec Gdańsk CLJ | 4:5 | Unia Oświęcim CLJ | Hala Olivia |

| Szczegóły      | Szczegóły                                                                                  | Szczegóły       | Szczegóły | Szczegóły                                                                          |
| -------------- | ------------------------------------------------------------------------------------------ | --------------- | --- | ---------------------------------------------------------------------------------- |
| Godzina: 11:00 | W. Wrycza 28:00 (SH) D. Idzikowski 37:11 (EQ) J. Stasiewicz 52:22 (EQ) M. Damps 58:24 (EQ) | (0:2, 2:0, 2:3) | 14:10 (PP) D. Piotrowicz 14:31 (EQ) K. Walichrad 45:06 (PP) T. Jurczak 49:54 (PP) A. Żogała 59:11 (EQ) D. Piotrowicz | Sędzia główny: Tomasz Heltman Sędziowie liniowi: Maciej Byczkowski Łukasz Wierucki |

| 26 września 2010 | MMKS Nowy Targ CLJ | 2:4 | SMS I Sosnowiec | Miejska Hala Lodowa |

| Szczegóły      | Szczegóły                                | Szczegóły       | Szczegóły                                                                                     | Szczegóły                                                                                      |
| -------------- | ---------------------------------------- | --------------- | --------------------------------------------------------------------------------------------- | ---------------------------------------------------------------------------------------------- |
| Godzina: 12:00 | D. Kolasa 11:33 (EQ) K. Sulka 18:23 (PP) | (2:3, 0:0, 0:1) | 01:40 (EQ) D. Zarotyński 04:47 (PP) R. Nalewajka 13:35 (PP) A. Wieczorek 45:51 (EQ) K. Pawlik | Widzów: 30 Sędzia główny: Włodzimierz Zarodkiewicz Sędziowie liniowi: Paweł Radzik Jan Syniawa |

| 26 września 2010 | MKS Sokoły Toruń CLJ | 2:4 | Naprzód Janów CLJ | Tor-Tor |

| Szczegóły      | Szczegóły                                    | Szczegóły       | Szczegóły                                                                                              | Szczegóły                                                                                               |
| -------------- | -------------------------------------------- | --------------- | --- | --- |
| Godzina: 12:45 | B. Pieniak 11:45 (EQ) P. Huzarski 55:46 (EQ) | (1:2, 0:1, 1:1) | 06:07 (EQ) Ł. Barutowicz 20:21 (PP) 06:07 (EQ) D. Sitko 39:25 (EQ) P. Czakański 57:08 (PP2) B. Krzywda | Widzów: 20 Sędzia główny: Wojciech Moszczyński Sędziowie liniowi: Patryk Kasprzyk Sławomir Szachniewicz |

| 26 września 2010 | Legia Warszawa | 10:3 | UKS Sielec Sosnowiec | Torwar II |

| Szczegóły      | Szczegóły | Szczegóły       | Szczegóły                                                     | Szczegóły                                                                                   |
| -------------- | --- | --------------- | ------------------------------------------------------------- | ------------------------------------------------------------------------------------------- |
| Godzina: 15:30 | R. Stajak 02:29 (EQ) G. Rostkowski 16:05 (PP2) M. Pudil 16:52 (PP) D. Kran 26:05 (PP2) Ł. Bułanowski 38:04 (PP) M. Pudil 38:24 (SH) Ł. Bułanowski 52:30 (PP2) T. Rostkowski 52:44 (PP) G. Rostkowski 58:01 (SH) M. Pudil 58:29 (EQ) | (3:1, 3:1, 4:1) | 19:37 (EQ) M. Białek 39:10 (PP) M. Bernat 43:05 (PP) P. Mikoś | Widzów: 100 Sędzia główny: Janusz Strzempek Sędziowie liniowi: Tomasz Dutkiewicz Adam Witek |

| 26 września 2010 | Nesta Toruń | 3:1 | GKS Katowice | Tor-Tor |

| Szczegóły      | Szczegóły                                                               | Szczegóły       | Szczegóły           | Szczegóły                                                                                          |
| -------------- | ----------------------------------------------------------------------- | --------------- | ------------------- | -------------------------------------------------------------------------------------------------- |
| Godzina: 16:00 | A. Marmurowicz 15:24 (EQ) P. Bomastek 34:25 (EQ) P. Bomastek 40:52 (EQ) | (1:0, 1:1, 1:0) | 38:28 (PP) P. Urban | Widzów: 200 Sędzia główny: Waldemar Kupiec Sędziowie liniowi: Dariusz Pobożniak Mariusz Tymczyszyn |

| 2 października 2010 | Unia Oświęcim CLJ | 4:2 | Naprzód Janów CLJ | Hala Lodowa MOSiR |

| Szczegóły      | Szczegóły | Szczegóły | Szczegóły | Szczegóły                                                                       |
| -------------- | --------- | --------- | --------- | ------------------------------------------------------------------------------- |
| Godzina: 14:30 |           |           |           | Sędzia główny: Paweł Kobielusz Sędziowie liniowi: Michał Baca Paweł Pomorzewski |

| 2 października 2010 | Legia Warszawa | 4:5 k. | MMKS Nowy Targ CLJ | Torwar II |

| Szczegóły      | Szczegóły                                                                            | Szczegóły                       | Szczegóły                                                                          | Szczegóły                                                                                  |
| -------------- | ------------------------------------------------------------------------------------ | ------------------------------- | ---------------------------------------------------------------------------------- | ------------------------------------------------------------------------------------------ |
| Godzina: 15:30 | P. Wąsiński 8:34 (?) M. Bepierszcz 15:45 (?) T. Grunwald 16:18 (?) D. Kran 19:15 (?) | (4:2, 0:2, 0:0, d. 0:0, k. 2:3) | 9:23 (?) K. Wcisło 13:15 (?) D. Kolasa 22:37 (?) R. Mrugała 37:04 (?) D. Olchawski | Widzów: 150 Sędzia główny: Paweł Meszyński Sędziowie liniowi: Tomasz Dutkiewicz Adam Witek |

| 2 października 2010 | MKS Sokoły Toruń CLJ | 6:3 | SMS II Sosnowiec | Tor-Tor |

| Szczegóły      | Szczegóły | Szczegóły       | Szczegóły                                                           | Szczegóły                                                                                                   |
| -------------- | --- | --------------- | ------------------------------------------------------------------- | --- |
| Godzina: 16:00 | M. Kurpiewski 10:47 (EQ) K. Kalinowski 24:15 (PP) P. Husak 29:53 (PP2) B. Pieniak 51:36 (EQ) K. Kalinowski 54:53 (PP) S. Mądrowski 58:09 (PP) | (1:2, 2:1, 3:0) | 18:23 (SH) M. Stehlik 19:03 (PP) K. Górecki 32:59 (EQ) H. Demkowicz | Widzów: 40 Sędzia główny: Włodzimierz Marczuk Sędziowie liniowi: Wojciech Moszczyński Sławomir Szachniewicz |

| 2 października 2010 | GKS Katowice | 8:5 | Polonia Bytom | Lodowisko Spodek "Satelita" |

| Szczegóły      | Szczegóły | Szczegóły       | Szczegóły | Szczegóły                                                                        |
| -------------- | --- | --------------- | --- | -------------------------------------------------------------------------------- |
| Godzina: 18:30 | M. Rajski 03:32 (EQ) M. Rajski 20:58 (PP) B. Gawlina 26:26 (PP) R. Grobarczyk 36:55 (PP2) P. Urban 38:36 (EQ) P. Piekarz 41:04 (EQ) D. Bernaś 56:53 (PP) M. Rajski 59:42 (SH) | (1:3, 4:2, 3:0) | 00:11 (EQ) S. Kłaczyński 12:14 (PP) M. Kogut 19:28 (PP) B. Salamon 24:18 (EQ) M. Solon 30:03 (EQ) D. Kukulski | Sędzia główny: Janusz Strzempek Sędziowie liniowi: Marcin Krężel Krzysztof Małek |

| 2 października 2010 | Stoczniowiec Gdańsk CLJ | 7:4 | SMS I Sosnowiec | Hala Olivia |

| Szczegóły      | Szczegóły | Szczegóły       | Szczegóły | Szczegóły                                                                                     |
| -------------- | --------- | --------------- | --------- | --------------------------------------------------------------------------------------------- |
| Godzina: 19:00 |           | (5:2, 1:1, 1:1) |           | Widzów: 30 Sędzia główny: Tomasz Heltman Sędziowie liniowi: Maciej Byczkowski Łukasz Wierucki |

| 2 października 2010 | UKS Sielec Sosnowiec | 2:12 | Orlik Opole | Stadion Zimowy |

| Szczegóły      | Szczegóły | Szczegóły       | Szczegóły | Szczegóły                                                                 |
| -------------- | --------- | --------------- | --------- | ------------------------------------------------------------------------- |
| Godzina: 20:00 |           | (0:6, 1:2, 1:4) |           | Sędzia główny: Sebastian Kryś Sędziowie liniowi: Paweł Radzik Jan Syniawa |

| 3 października 2010 | Stoczniowiec Gdańsk CLJ | 6:4 | SMS II Sosnowiec | Hala Olivia |

| Szczegóły      | Szczegóły | Szczegóły       | Szczegóły | Szczegóły                                                                                     |
| -------------- | --------- | --------------- | --------- | --------------------------------------------------------------------------------------------- |
| Godzina: 11:30 |           | (1:1, 3:0, 2:3) |           | Widzów: 20 Sędzia główny: Tomasz Heltman Sędziowie liniowi: Maciej Byczkowski Łukasz Wierucki |

| 3 października 2010 | MKS Sokoły Toruń CLJ | 3:4 | SMS I Sosnowiec | Tor-Tor |

| Szczegóły      | Szczegóły | Szczegóły       | Szczegóły | Szczegóły                                                                                     |
| -------------- | --------- | --------------- | --------- | --------------------------------------------------------------------------------------------- |
| Godzina: 12:45 |           | (1:1, 1:1, 1:2) |           | Widzów: 50 Sędzia główny: Waldemar Kupiec Sędziowie liniowi: Wojciech Moszczyński Michał Baca |

| 3 października 2010 | Nesta Toruń | 11:1 | MMKS Nowy Targ CLJ | Tor-Tor |

| Szczegóły      | Szczegóły | Szczegóły       | Szczegóły | Szczegóły                                                                                      |
| -------------- | --------- | --------------- | --------- | ---------------------------------------------------------------------------------------------- |
| Godzina: 16:00 |           | (0:0, 4:0, 7:1) |           | Widzów: 150 Sędzia główny: Waldemar Kupiec Sędziowie liniowi: Wojciech Moszczyński Michał Baca |

| 3 października 2010 | GKS Katowice | 10:4 | Orlik Opole | Lodowisko Spodek "Satelita" |

| Szczegóły      | Szczegóły | Szczegóły       | Szczegóły | Szczegóły                                                                        |
| -------------- | --------- | --------------- | --------- | -------------------------------------------------------------------------------- |
| Godzina: 18:30 |           | (3:1, 3:2, 4:1) |           | Sędzia główny: Patryk Pyrskała Sędziowie liniowi: Rafał Gawron Bartosz Kaczmarek |

| 3 października 2010 | UKS Sielec Sosnowiec | 2:6 | Polonia Bytom | Stadion Zimowy |

| Szczegóły      | Szczegóły | Szczegóły       | Szczegóły | Szczegóły                                                                          |
| -------------- | --------- | --------------- | --------- | ---------------------------------------------------------------------------------- |
| Godzina: 20:00 |           | (0:6, 1:2, 1:4) |           | Sędzia główny: Paweł Kobielusz Sędziowie liniowi: Marcin Ciastoń Grzegorz Lipiński |

| 9 października 2010 | Stoczniowiec Gdańsk CLJ | 2:5 | Legia Warszawa | Hala Olivia |

| Szczegóły      | Szczegóły | Szczegóły       | Szczegóły | Szczegóły                                                                          |
| -------------- | --------- | --------------- | --------- | ---------------------------------------------------------------------------------- |
| Godzina: 14:00 |           | (0:1, 0:2, 2:2) |           | Sędzia główny: Tomasz Heltman Sędziowie liniowi: Maciej Byczkowski Łukasz Wierucki |

| 9 października 2010 | MMKS Nowy Targ CLJ | 3:7 | Polonia Bytom | Miejska Hala Lodowa |

| Szczegóły      | Szczegóły | Szczegóły       | Szczegóły | Szczegóły                                                                                 |
| -------------- | --------- | --------------- | --------- | ----------------------------------------------------------------------------------------- |
| Godzina: 15:45 |           | (1:3, 0:1, 2:3) |           | Widzów: 20 Sędzia główny: Jacek Rokicki Sędziowie liniowi: Mateusz Niżnik Daniel Smarduch |

| 9 października 2010 | UKS Sielec Sosnowiec | 2:5 | GKS Katowice | Stadion Zimowy |

| Szczegóły      | Szczegóły | Szczegóły       | Szczegóły | Szczegóły                                                                       |
| -------------- | --------- | --------------- | --------- | ------------------------------------------------------------------------------- |
| Godzina: 16:00 |           | (1:1, 0:4, 1:0) |           | Sędzia główny: Paweł Breske Sędziowie liniowi: Marcin Ciastoń Grzegorz Lipiński |

| 9 października 2010 | Unia Oświęcim CLJ | 2:3 k. | SMS I Sosnowiec | Hala Lodowa MOSiR |

| Szczegóły      | Szczegóły | Szczegóły                       | Szczegóły | Szczegóły                                                                      |
| -------------- | --------- | ------------------------------- | --------- | ------------------------------------------------------------------------------ |
| Godzina: 16:00 |           | (0:0, 0:0, 0:0, d. 0:0, k. 0:1) |           | Sędzia główny: Zbigniew Wolas Sędziowie liniowi: Michał Baca Paweł Pomorzewski |

| 9 października 2010 | Naprzód Janów CLJ | 2:3 | SMS II Sosnowiec | Jantor |

| Szczegóły      | Szczegóły | Szczegóły       | Szczegóły | Szczegóły                                                                            |
| -------------- | --------- | --------------- | --------- | ------------------------------------------------------------------------------------ |
| Godzina: 17:30 |           | (0:1, 2:2, 0:0) |           | Sędzia główny: Janusz Strzempek Sędziowie liniowi: Krzysztof Bereska Krzysztof Małek |

| 9 października 2010 | MKS Sokoły Toruń CLJ | 4 : 11 | Nesta Toruń | Tor-Tor |

| Szczegóły | Szczegóły | Szczegóły       | Szczegóły | Szczegóły |
| --------- | --------- | --------------- | --------- | --------- |
|           |           | (0:4, 3:6, 1:1) |           |           |

| 10 października 2010 | Stoczniowiec Gdańsk CLJ | 3:9 | Nesta Toruń |  |

|  |  | (1:4, 1:2, 1:3) |

| 10 października 2010 | Naprzód Janów CLJ | 0 : 2 | SMS I Sosnowiec |  |

|  |  | (0:0, 0:1, 0:1) |

| 10 października 2010 | Unia Oświęcim CLJ | 0 : 2 | SMS II Sosnowiec |  |

|  |  | (0:0, 0:1, 0:1) |

| 10 października 2010 | Sokoły Toruń CLJ | 2 : 11 | Legia Warszawa |  |

|  |  | (0:6, 1:2, 1:3) |

| 10 października 2010 | MMKS Nowy Targ CLJ | 4 : 8 | Orlik Opole |  |

|  |  | (1:3, 2:3, 1:2) |

| 14 października 2010 | SMS I Sosnowiec | 8 : 0 | SMS II Sosnowiec |  |

|  |  | (1:0, 4:0, 3:0) |

| 16 października 2010 | Legia Warszawa | 6 : 9 | Unia Oświęcim CLJ |  |

|  |  | (1:4, 2:1, 3:4) |

| 16 października 2010 | Nesta Toruń | 25 : 0 | Naprzód Janów CLJ |  |

|  |  | (3:0, 11:0, 11:0) |

| 16 października 2010 | Polonia Bytom | 9 : 4 | Sokoły Toruń CLJ |  |

|  |  | (0:1, 5:2, 4:1) |

| 16 października 2010 | Orlik Opole | 8 : 0 | Stoczniowiec Gdańsk CLJ |  |

|  |  | (2:0, 3:0, 3:0) |

| 16 października 2010 | GKS Katowice | 9 : 7 | MMKS Nowy Targ CLJ |  |

|  |  | (3:1, 2:4, 4:2) |

| 17 października 2010 | Orlik Opole | 18 : 1 | Sokoły Toruń CLJ |  |

|  |  | (4:0, 7:1, 7:0) |

| 17 października 2010 | Polonia Bytom | 5 : 2 | Stoczniowiec Gdańsk CLJ |  |

|  |  | (2:0, 2:1, 1:1) |

| 17 października 2010 | Legia Warszawa | 5 : 4 | Naprzód Janów CLJ |  |

|  |  | (0:0, 2:3, 3:1) |

| 17 października 2010 | UKS Sielec Sosnowiec | 2 : 5 | MMKS Nowy Targ CLJ |  |

|  |  | (0:2, 1:2, 1:1) |

| 17 października 2010 | Nesta Toruń | 12 : 0 | Unia Oświęcim CLJ |  |

|  |  | (3:0, 5:0, 4:0) |

| 23 października 2010 | Unia Oświęcim CLJ | 1 : 4 | Orlik Opole |  |

|  |  |  |  |  |

| 23 października 2010 | Sokoły Toruń CLJ | 6 : 3 | GKS Katowice |  |

|  |  | (2:0, 3:3, 1:0) |

| 23 października 2010 | SMS II Sosnowiec | 5 : 3 | Legia Warszawa |  |

|  |  | (1:1, 2:2, 2:0) |

| 23 października 2010 | Stoczniowiec Gdańsk CLJ | 3 : 4 | UKS Sielec Sosnowiec |  |

|  |  | (0:0, 0:0, 0:0) |

| 23 października 2010 | Naprzód Janów CLJ | 1 : 21 | Polonia Bytom |  |

|  |  | (1:1, 0:13, 0:7) |

| 23 października 2010 | SMS I Sosnowiec | 1 : 8 | Nesta Toruń |  |

|  |  | (0:5, 0:1, 1:2) |

| 24 października 2010 | Stoczniowiec Gdańsk CLJ | 4 : 8 | GKS Katowice |  |

|  |  | (0:0, 0:0, 0:0) |

| 24 października 2010 | Sokoły Toruń CLJ | 5 : 6 k. | UKS Sielec Sosnowiec |  |

|  |  | (3:1, 1:1, 1:3, d. 0:0, k. 3:4) |

| 24 października 2010 | SMS II Sosnowiec | 0 : 13 | Nesta Toruń |  |

|  |  | (0:2, 0:6, 0:5) |

| 24 października 2010 | Unia Oświęcim CLJ | 3 : 5 | Polonia Bytom |  |

|  |  | (2:1, 1:3, 0:1) |

| 24 października 2010 | Naprzód Janów CLJ | 0 : 16 | Orlik Opole |  |

|  |  | (0:4, 0:5, 0:7) |

| 24 października 2010 | SMS I Sosnowiec | 3 : 2 | Legia Warszawa |  |

|  |  | (1:0, 0:1, 2:1) |